# Hybomys planifrons
Hybomys planifrons је врста глодара из породице мишева (лат. Muridae).

## Распрострањење
Ареал врсте је ограничен на мањи број држава. Врста је присутна у Либерији, Обали Слоноваче, Гвинеји и Сијера Леонеу.

## Станиште
Станиште врсте су шуме. Врста је по висини распрострањена до 2.250 метара надморске висине.

## Угроженост
Ова врста није угрожена, и наведена је као последња брига јер има широко распрострањење.